# Morten Hjulmand
Morten Hjulmand (Kastrup, Dinamarca, 25 de junio de 1999) es un futbolista danés que juega de centrocampista en el Sporting C. P. de la Primeira Liga.

## Trayectoria
Comenzó su carrera en el Admira Wacker de la Bundesliga austríaca, jugando el 20 de julio de 2018 en un partido de la Copa de Austria frente al SC Neusiedl am See 1919.
En 2021 fichó por la U. S. Lecce. En la temporada 2021-22 consiguieron ascender a la Serie A, categoría en la que jugó un año antes de ser traspasado al Sporting C. P. en agosto de 2023.

## Selección nacional
Fue internacional sub-18, sub-19, sub-20 y sub-21 con la selección de fútbol de Dinamarca. Con la absoluta hizo su debut el 7 de septiembre de 2023 en un partido ante San Marino que ganaron por cuatro a cero.

### Participaciones en Eurocopas
| Copa          | Sede     | Resultado        | Partidos | Goles |
| ------------- | -------- | ---------------- | -------- | ----- |
| Eurocopa 2024 | Alemania | Octavos de final | 3        | 1     |

## Estadísticas

### Clubes
Actualizado al último partido disputado el 25 de mayo de 2025.
| Club                    | Div.          | Temporada     | Liga  | Liga  | Liga   | Copas nacionales | Copas nacionales | Copas nacionales | Copas internacionales | Copas internacionales | Copas internacionales | Total | Total | Total  |
| Club                    | Div.          | Temporada     | Part. | Goles | Asist. | Part.            | Goles            | Asist.           | Part.                 | Goles                 | Asist.                | Part. | Goles | Asist. |
| ----------------------- | ------------- | ------------- | ----- | ----- | ------ | ---------------- | ---------------- | ---------------- | --------------------- | --------------------- | --------------------- | ----- | ----- | ------ |
| Admira Wacker · Austria | 1.ª           | 2018-19       | 29    | 0     | 1      | 1                | 0                | 0                | 2                     | 0                     | 0                     | 32    | 0     | 1      |
| Admira Wacker · Austria | 1.ª           | 2019-20       | 30    | 1     | 1      | 1                | 0                | 0                | ―                     | ―                     | ―                     | 31    | 1     | 1      |
| Admira Wacker · Austria | 1.ª           | 2020-21       | 9     | 0     | 0      | 2                | 0                | 0                | ―                     | ―                     | ―                     | 11    | 0     | 0      |
| Admira Wacker · Austria | Total club    | Total club    | 68    | 1     | 2      | 4                | 0                | 0                | 2                     | 0                     | 0                     | 74    | 1     | 2      |
| U. S. Lecce · Italia    | 2.ª           | 2020-21       | 21    | 0     | 1      | 0                | 0                | 0                | ―                     | ―                     | ―                     | 21    | 0     | 1      |
| U. S. Lecce · Italia    | 2.ª           | 2021-22       | 37    | 0     | 3      | 1                | 0                | 0                | ―                     | ―                     | ―                     | 38    | 0     | 3      |
| U. S. Lecce · Italia    | 1.ª           | 2022-23       | 35    | 0     | 4      | 1                | 0                | 1                | ―                     | ―                     | ―                     | 36    | 0     | 5      |
| U. S. Lecce · Italia    | Total club    | Total club    | 93    | 0     | 8      | 2                | 0                | 1                | 0                     | 0                     | 0                     | 95    | 0     | 9      |
| Sporting C. P. Portugal | 1.ª           | 2023-24       | 30    | 3     | 2      | 9                | 1                | 2                | 10                    | 0                     | 0                     | 49    | 4     | 4      |
| Sporting C. P. Portugal | 1.ª           | 2024-25       | 28    | 2     | 2      | 10               | 1                | 0                | 9                     | 0                     | 0                     | 47    | 3     | 2      |
| Sporting C. P. Portugal | Total club    | Total club    | 58    | 5     | 4      | 19               | 2                | 2                | 19                    | 0                     | 0                     | 96    | 7     | 6      |
| Total carrera           | Total carrera | Total carrera | 219   | 6     | 14     | 25               | 2                | 3                | 21                    | 0                     | 0                     | 265   | 8     | 17     |

## Palmarés

### Campeonatos nacionales
| Título           | Club           | País     | Año  |
| ---------------- | -------------- | -------- | ---- |
| Serie B          | U. S. Lecce    | Italia   | 2022 |
| Primeira Liga    | Sporting C. P. | Portugal | 2024 |
| Primeira Liga    | Sporting C. P. | Portugal | 2025 |
| Copa de Portugal | Sporting C. P. | Portugal | 2025 |